# 2004-es Formula–1 magyar nagydíj
A magyar nagydíj volt a 2004-es Formula–1 világbajnokság tizenharmadik futama, amelyet 2004. augusztus 15-én rendeztek meg a magyar Hungaroringen. Ez volt a 19. Formula–1-es futam Magyarországon.

## Időmérő edzés

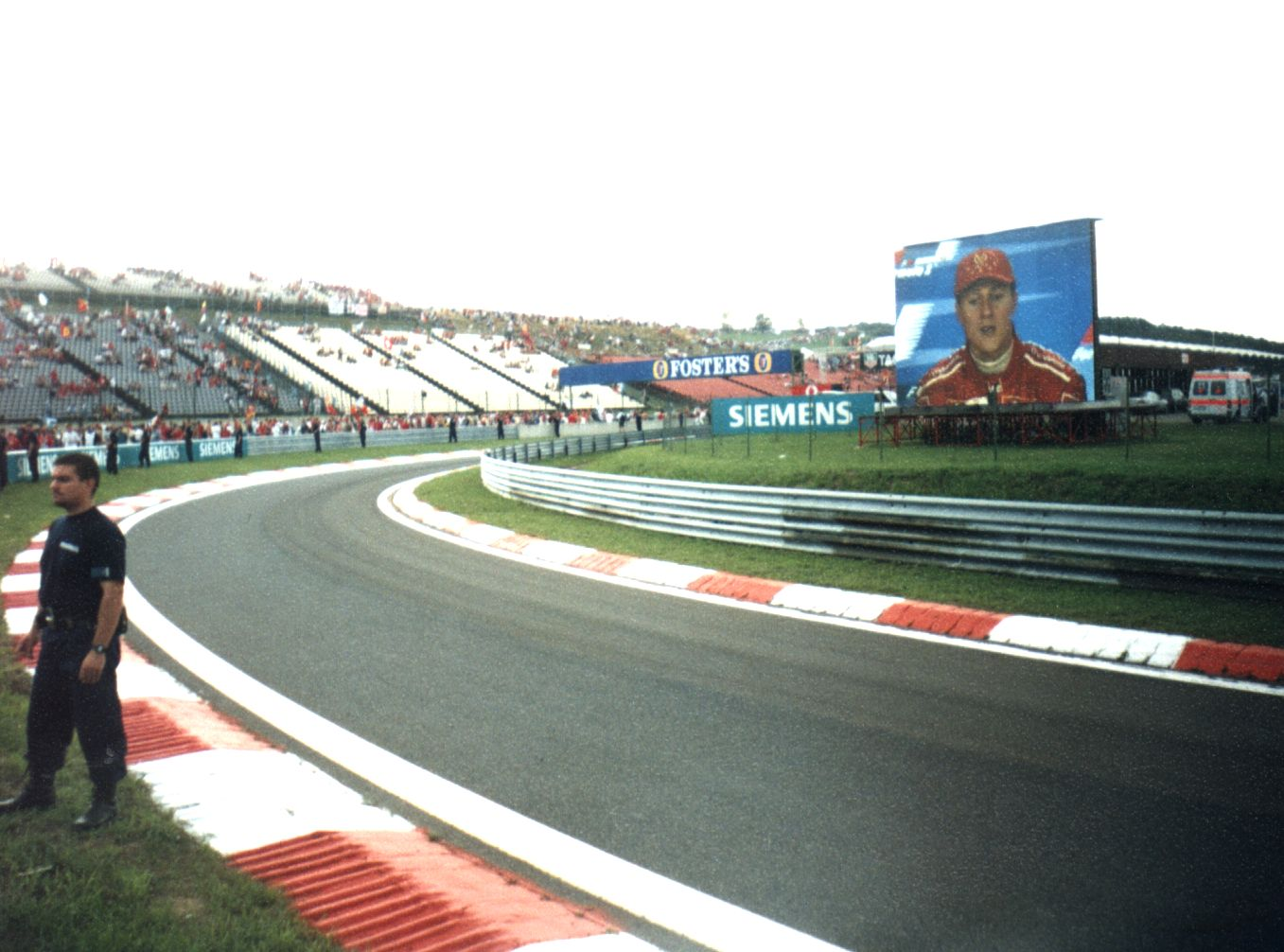
A Hungaroring célegyenesének bejárata

A rajtrács első sorát ismét a Ferrarik foglalták el, Schumacher, Barrichello sorrendben. Mögülük a második sorból a két BAR-Honda, Szató Takuma és Jenson Button rajtolt.
| Helyezés | Versenyző            | Csapat/Motor     | Idő        | Különbség |
| -------- | -------------------- | ---------------- | ---------- | --------- |
| 1        | Michael Schumacher   | Ferrari          | 1:19.146   | –         |
| 2        | Rubens Barrichello   | Ferrari          | 1:19.323   | + 0.177   |
| 3        | Szató Takuma         | BAR-Honda        | 1:19.693   | + 0.547   |
| 4        | Jenson Button        | BAR-Honda        | 1:19.700   | + 0.554   |
| 5        | Fernando Alonso      | Renault          | 1:19.996   | + 0.850   |
| 6        | Antônio Pizzonia     | Williams-BMW     | 1:20.170   | + 1.024   |
| 7        | Juan Pablo Montoya   | Williams-BMW     | 1:20.199   | + 1.053   |
| 8        | Giancarlo Fisichella | Sauber-Petronas  | 1:20.324   | + 1.178   |
| 9        | Jarno Trulli         | Renault          | 1:20.411   | + 1.265   |
| 10       | Kimi Räikkönen       | McLaren-Mercedes | 1:20.570   | + 1.424   |
| 11       | Mark Webber          | Jaguar-Cosworth  | 1:20.730   | + 1.584   |
| 12       | David Coulthard      | McLaren-Mercedes | 1:20.897   | + 1.751   |
| 13       | Olivier Panis        | Toyota           | 1:21.068   | + 1.922   |
| 14       | Christian Klien      | Jaguar-Cosworth  | 1:21.118   | + 1.972   |
| 15       | Ricardo Zonta        | Toyota           | 1:21.135   | + 1.989   |
| 16       | Nick Heidfeld        | Jordan-Ford      | 1:22.180   | + 3.034   |
| 17       | Giorgio Pantano      | Jordan-Ford      | 1:22.356   | + 2.210   |
| 18       | Baumgartner Zsolt    | Minardi-Cosworth | 1:24.329   | + 5.183   |
| 19       | Gianmaria Bruni      | Minardi-Cosworth | 1:24.679   | + 5.533   |
| 20       | Felipe Massa*        | Sauber-Petronas  | idő nélkül |           |

* Felipe Massa tízhelyes rajtbüntetést kapott motorcsere miatt.

## Futam
Schumacher rajt-cél győzelmet szerzett, Barrichello pedig második lett. A versenyt 2003-ban megnyert Fernando Alonso harmadikként végzett. Juan Pablo Montoya negyedik, Jenson Button ötödik, Szató Takuma hatodik, Antônio Pizzonia hetedik, Giancarlo Fisichella pedig nyolcadikként ért célba.
A futam után Michael Schumachernek harmincnyolc pontos előnye volt Rubens Barrichelloval szemben, a Ferrari csapata a magyar nagydíj hétvégéjén behozhatatlan előnyre tett szert és megnyerte a gyártók bajnokságát.
| Helyezés | Rajtszám | Versenyző            | Csapat/Motor     | Futott kör | Idő/Kiesés oka | Rajthely | Pont |
| -------- | -------- | -------------------- | ---------------- | ---------- | -------------- | -------- | ---- |
| 1        | 1        | Michael Schumacher   | Ferrari          | 70         | 1h35:26.131    | 1        | 10   |
| 2        | 2        | Rubens Barrichello   | Ferrari          | 70         | + 4.696        | 2        | 8    |
| 3        | 8        | Fernando Alonso      | Renault          | 70         | + 44.599       | 5        | 6    |
| 4        | 3        | Juan Pablo Montoya   | Williams-BMW     | 70         | + 1:02.613     | 7        | 5    |
| 5        | 9        | Jenson Button        | BAR-Honda        | 70         | + 1:07.439     | 4        | 4    |
| 6        | 10       | Szató Takuma         | BAR-Honda        | 69         | + 1 kör        | 3        | 3    |
| 7        | 4        | Antônio Pizzonia     | Williams-BMW     | 69         | + 1 kör        | 6        | 2    |
| 8        | 11       | Giancarlo Fisichella | Sauber-Petronas  | 69         | + 1 kör        | 8        | 1    |
| 9        | 5        | David Coulthard      | McLaren-Mercedes | 69         | + 1 kör        | 12       |      |
| 10       | 14       | Mark Webber          | Jaguar-Cosworth  | 69         | + 1 kör        | 11       |      |
| 11       | 17       | Olivier Panis        | Toyota           | 69         | + 1 kör        | 13       |      |
| 12       | 18       | Nick Heidfeld        | Jordan-Ford      | 68         | + 2 kör        | 16       |      |
| 13       | 15       | Christian Klien      | Jaguar-Cosworth  | 68         | + 2 kör        | 14       |      |
| 14       | 20       | Gianmaria Bruni      | Minardi-Cosworth | 66         | + 4 kör        | 19       |      |
| 15       | 21       | Baumgartner Zsolt    | Minardi-Cosworth | 65         | + 5 kör        | 18       |      |
| Ki       | 19       | Giorgio Pantano      | Jordan-Ford      | 48         | Váltóhiba      | 17       |      |
| Ki       | 7        | Jarno Trulli         | Renault          | 41         | Motorhiba      | 9        |      |
| Ki       | 16       | Ricardo Zonta        | Toyota           | 31         | Elektronika    | 15       |      |
| Ki       | 12       | Felipe Massa         | Sauber-Petronas  | 21         | Fékhiba        | 20       |      |
| Ki       | 6        | Kimi Räikkönen       | McLaren-Mercedes | 13         | Elektronika    | 10       |      |

## A világbajnokság állása a verseny után
| H  | Versenyzők         | Pont | H  | Konstruktőrök    | Pont |
| -- | ------------------ | ---- | -- | ---------------- | ---- |
| 1. | Michael Schumacher | 120  | 1. | Ferrari          | 202  |
| 2. | Rubens Barrichello | 82   | 2. | Renault          | 91   |
| 3. | Jenson Button      | 65   | 3. | BAR-Honda        | 83   |
| 4. | Jarno Trulli       | 46   | 4. | Williams-BMW     | 54   |
| 5. | Fernando Alonso    | 45   | 5. | McLaren-Mercedes | 37   |

## Statisztikák
Vezető helyen: Michael Schumacher: 70 (1-70)
Michael Schumacher 82. (R) győzelme, 62. pole pozíciója, 65. (R) leggyorsabb köre, 20. (R) mesterhármasa (gy, pp, lk)
- Ferrari 179. győzelme.